# Бенісода
Бенісода (валенс. Benissoda (офіційна назва), ісп. Benisoda) — муніципалітет в Іспанії, у складі автономної спільноти Валенсія, у провінції Валенсія. Населення — 378 осіб (2010).

## Географія
Муніципалітет розташований на відстані близько 320 км на південний схід від Мадрида, 70 км на південь від Валенсії.

## Демографія
Динаміка населення (INE ):

## Галерея зображень

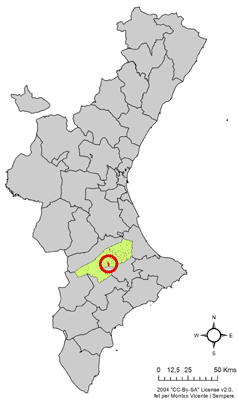
Розташування муніципалітету Бенісода у автономній спільноті Валенсія
Розташування муніципалітету Бенісода у комарці Вальє-де-Альбайда